# Llista de topònims de Premià de Mar
Llista de topònims (noms propis de lloc) del municipi de Premià de Mar, al Maresme
Informació actualitzada per un bot. Els canvis manuals es perdran quan s'actualitzi!

## búnquer
| imatge | Nom                                          | Ubicat a      | instància de | Detalls | coordenades                                          | Protecció                   | Commons (més fotos)                          | Dades a WD                    |
| ------ | -------------------------------------------- | ------------- | ------------ | ------- | ---------------------------------------------------- | --------------------------- | -------------------------------------------- | ----------------------------- |
|        | Búnquer a prop de l'actual Club Nàutic - B-3 | Premià de Mar | búnquer      |         | 41° 29′ 25″ N, 2° 21′ 51″ E / 41.490353°N,2.364212°E | bé cultural d'interès local | Búnquer a prop de l'actual Club Nàutic - B-3 | Modifica les dades a Wikidata |
|        | Búnquer a prop del moll de Descàrrega - B-1  | Premià de Mar | búnquer      |         | 41° 29′ 12″ N, 2° 21′ 08″ E / 41.486711°N,2.352283°E | bé cultural d'interès local | Búnquer a prop del moll de Descàrrega - B-1  | Modifica les dades a Wikidata |
|        | Búnquer a prop del moll de Descàrrega - B-2  | Premià de Mar | búnquer      |         | 41° 29′ 12″ N, 2° 21′ 08″ E / 41.486711°N,2.352283°E | bé cultural d'interès local | Búnquer a prop del moll de Descàrrega - B-2  | Modifica les dades a Wikidata |
|        | Búnquers de Premià de Mar                    | Premià de Mar | búnquer      |         | 41° 29′ 12″ N, 2° 21′ 08″ E / 41.486711°N,2.352283°E |                             | Búnquers de Premià de Mar                    | Modifica les dades a Wikidata |

## carrer
| imatge | Nom                      | Ubicat a      | instància de | Detalls      | coordenades | Protecció | Commons (més fotos) | Dades a WD                    |
| ------ | ------------------------ | ------------- | ------------ | ------------ | --- | --------- | ------------------- | ----------------------------- |
|        | Carrer Anselm Clavé      | Premià de Mar | carrer       | 19th century | 41° 29′ 27″ N, 2° 21′ 24″ E / 41.49076°N,2.35672°E ca:Carrer Encall Clavé, 3 i 4                                                       |           |                     | Modifica les dades a Wikidata |
|        | Carrer Sant Cristòfol    | Premià de Mar | carrer       | 19th century | 41° 29′ 25″ N, 2° 21′ 23″ E / 41.49038°N,2.35641°E ca:Carrer Sant Cristòfol, 47, 49, 51, 53, 55, 57, 59, 61, 63 i 65                   |           |                     | Modifica les dades a Wikidata |
|        | Carrer Àngel Guimerà     | Premià de Mar | carrer       | 19th century | 41° 29′ 19″ N, 2° 21′ 20″ E / 41.48855°N,2.35547°E                                                                                     |           |                     | Modifica les dades a Wikidata |
|        | carrer de Miquel Moragas | Premià de Mar | carrer       | 19th century | 41° 29′ 24″ N, 2° 21′ 27″ E / 41.49013°N,2.35738°E ca:Carrer Miquel Moragas                                                            |           |                     | Modifica les dades a Wikidata |
|        | carrer de Sant Agustí    | Premià de Mar | carrer       | 19th century | 41° 29′ 18″ N, 2° 21′ 15″ E / 41.48824°N,2.35411°E ca:Carrer Sant Agustí, 5, 7, 9, 11, 13, 15, 17, 19, 21, 23, 25, 27, 29, 31, 33 i 35 |           |                     | Modifica les dades a Wikidata |

## casa
| imatge | Nom                                         | Ubicat a      | instància de | Detalls                                     | coordenades                                                                                    | Protecció                                  | Commons (més fotos)                         | Dades a WD                    |
| ------ | ------------------------------------------- | ------------- | ------------ | ------------------------------------------- | ---------------------------------------------------------------------------------------------- | ------------------------------------------ | ------------------------------------------- | ----------------------------- |
|        | Ca la Xalma                                 | Premià de Mar | casa         | Estil: arquitectura modernista 1910         | 41° 29′ 21″ N, 2° 21′ 27″ E / 41.489166666667°N,2.3575°E ca:Carrer Prat de la Riba, 48-50      | bé cultural d'interès local                | Ca la Xalma                                 | Modifica les dades a Wikidata |
|        | Can Batlle                                  | Premià de Mar | casa         | Estil: arquitectura popular 17th century    | 41° 29′ 19″ N, 2° 21′ 24″ E / 41.488511°N,2.35653°E ca:Camí Ral, 44 5 msnm                     | bé cultural d'interès local                | Can Batlle (Premià de Mar)                  | Modifica les dades a Wikidata |
|        | Can Faya                                    | Premià de Mar | casa         | 1865                                        | 41° 29′ 43″ N, 2° 22′ 02″ E / 41.495343°N,2.367142°E ca:Capitans de Mar, 61                    | bé cultural d'interès local                | Can Faià                                    | Modifica les dades a Wikidata |
|        | Can Fontanills                              | Premià de Mar | casa         |                                             | 41° 29′ 40″ N, 2° 21′ 34″ E / 41.494539°N,2.359482°E                                           | bé cultural d'interès local                | Can Fontanills                              | Modifica les dades a Wikidata |
|        | Can Maristany                               | Premià de Mar | casa         | Estil: noucentisme 1920                     | 41° 29′ 36″ N, 2° 21′ 44″ E / 41.493419°N,2.362199°E ca:Ctra. de Vilassar de Dalt, 52          | bé cultural d'interès local                | Can Maristany (Premià de Mar)               | Modifica les dades a Wikidata |
|        | Can Pou                                     | Premià de Mar | casa         |                                             | 41° 29′ 39″ N, 2° 22′ 13″ E / 41.49419°N,2.370285°E                                            | bé cultural d'interès local                | Can Pou (Premià de Mar)                     | Modifica les dades a Wikidata |
|        | Can Roure                                   | Premià de Mar | casa         | Estil: noucentisme 19th century             | 41° 29′ 24″ N, 2° 21′ 28″ E / 41.48991°N,2.357805°E ca:Carrer Sant Antoni, 25                  | bé cultural d'interès local                | Can Roure (Premià de Mar)                   | Modifica les dades a Wikidata |
|        | Can Sagalés                                 | Premià de Mar | casa         | 19th century                                | 41° 29′ 39″ N, 2° 22′ 20″ E / 41.49406°N,2.372298°E ca:Camí Ral, 236                           | bé cultural d'interès local                | Can Sagalés (Premià de Mar)                 | Modifica les dades a Wikidata |
|        | Can Salomó                                  | Premià de Mar | casa         |                                             | 41° 29′ 34″ N, 2° 21′ 18″ E / 41.492771°N,2.354868°E                                           | bé cultural d'interès local                | Can Salomó                                  | Modifica les dades a Wikidata |
|        | Can Subirà                                  | Premià de Mar | casa         | 1897                                        | 41° 29′ 17″ N, 2° 21′ 16″ E / 41.48792°N,2.35452°E ca:Camí Ral, 14                             |                                            |                                             | Modifica les dades a Wikidata |
|        | Can Tarter                                  | Premià de Mar | casa         | 1943                                        | 41° 29′ 39″ N, 2° 21′ 18″ E / 41.494294°N,2.355043°E ca:Carrer Montserrat, 25                  | bé cultural d'interès local                | Can Tarter                                  | Modifica les dades a Wikidata |
|        | Casal del Germà Miquel                      | Premià de Mar | casa         | Estil: arquitectura popular                 | 41° 29′ 24″ N, 2° 21′ 22″ E / 41.49006°N,2.35614°E                                             | bé integrant del patrimoni cultural català | Casal del Germà Miquel                      | Modifica les dades a Wikidata |
|        | Cases Barates                               | Premià de Mar | casa         | 20th century                                | 41° 29′ 26″ N, 2° 21′ 50″ E / 41.490593°N,2.363954°E ca:Camí Ral, 140-155                      | bé cultural d'interès local                | Cases Barates (Premià de Mar)               | Modifica les dades a Wikidata |
|        | Casetes de la fàbrica Puiggròs              | Premià de Mar | casa         | Estil: arquitectura popular                 | 41° 29′ 28″ N, 2° 21′ 32″ E / 41.49113°N,2.35894°E                                             | bé integrant del patrimoni cultural català | Casetes de la fàbrica Puiggròs              | Modifica les dades a Wikidata |
|        | casa al carrer Capitans de Mar 4            | Premià de Mar | casa         | 1975                                        | 41° 29′ 35″ N, 2° 21′ 47″ E / 41.49298°N,2.36302°E ca:Carrer Capitans de Mar, 4                |                                            |                                             | Modifica les dades a Wikidata |
|        | casa al carrer d'Enric Prat de la Riba, 7   | Premià de Mar | casa         |                                             | 41° 29′ 20″ N, 2° 21′ 22″ E / 41.488958°N,2.356144°E                                           | bé cultural d'interès local                | Casa al carrer d'Enric Prat de la Riba, 7   | Modifica les dades a Wikidata |
|        | casa del Carrer Miquel Moragas, 8           | Premià de Mar | casa         | 19th century                                | 41° 29′ 24″ N, 2° 21′ 26″ E / 41.49°N,2.3572°E ca:Carrer Miquel Moragas, 8                     |                                            |                                             | Modifica les dades a Wikidata |
|        | casa del Carrer Àngel Guimerà               | Premià de Mar | casa         | 19th century                                | 41° 29′ 20″ N, 2° 21′ 21″ E / 41.48877°N,2.35585°E ca:Carrer Àngel Guimerà, 31                 |                                            |                                             | Modifica les dades a Wikidata |
|        | casa del carrer Sant Antoni 29              | Premià de Mar | casa         | 19th century                                | 41° 29′ 24″ N, 2° 21′ 29″ E / 41.48991°N,2.35807°E ca:Carrer Sant Antoni, 29                   |                                            |                                             | Modifica les dades a Wikidata |
|        | cases al carrer Aurora - Eixample           | Premià de Mar | casa         | 1920s                                       | 41° 29′ 27″ N, 2° 21′ 29″ E / 41.490892°N,2.358045°E ca:carrer Eixample, 31-33                 | bé cultural d'interès local                | Cases al carrer Aurora - Eixample           | Modifica les dades a Wikidata |
|        | cases al carrer de Gibraltar                | Premià de Mar | casa         | Estil: arquitectura popular                 | 41° 29′ 22″ N, 2° 21′ 23″ E / 41.48956°N,2.35638°E                                             | bé integrant del patrimoni cultural català | Cases al carrer de Gibraltar                | Modifica les dades a Wikidata |
|        | el Xalet                                    | Premià de Mar | casa         | Estil: arquitectura modernista 20th century | 41° 29′ 25″ N, 2° 21′ 23″ E / 41.490277777778°N,2.3563888888889°E ca:Carrer Sant Cristòfol, 62 | bé cultural d'interès local                | El Xalet (Premià de Mar)                    | Modifica les dades a Wikidata |
|        | habitatge al carrer de Sant Cristòfol, 49   | Premià de Mar | casa         | Estil: arquitectura eclèctica 20th century  | 41° 29′ 25″ N, 2° 21′ 22″ E / 41.490277777778°N,2.3561111111111°E ca:Carrer Sant Cristòfor, 49 | bé cultural d'interès local                | Habitatge al carrer de Sant Cristòfol, 49   | Modifica les dades a Wikidata |
|        | habitatge al carrer dels Capitans de Mar, 4 | Premià de Mar | casa         |                                             | 41° 29′ 35″ N, 2° 21′ 47″ E / 41.49302°N,2.362966°E                                            | bé cultural d'interès local                | Habitatge al carrer dels Capitans de Mar, 4 | Modifica les dades a Wikidata |
|        | habitatges al carrer Sant Agustí - Riera    | Premià de Mar | casa         | 20th century                                | 41° 29′ 18″ N, 2° 21′ 17″ E / 41.488327°N,2.354751°E ca:Carrer Sant Agustí, 38 i 40            | bé cultural d'interès local                | Habitatges al carrer Sant Agustí - Riera    | Modifica les dades a Wikidata |
|        | habitatges al carrer d'Àngel Guimerà, 3-7   | Premià de Mar | casa         | 19th century                                | 41° 29′ 19″ N, 2° 21′ 18″ E / 41.488487°N,2.355103°E ca:Carrer Àngel Guimerà, 3, 5, 7, 9, 11   | bé cultural d'interès local                | Habitatges al carrer d'Àngel Guimerà, 3-7   | Modifica les dades a Wikidata |

## edifici
| imatge | Nom                                 | Ubicat a      | instància de | Detalls                        | coordenades                                                                                             | Protecció                   | Commons (més fotos)                   | Dades a WD                    |
| ------ | ----------------------------------- | ------------- | ------------ | ------------------------------ | --- | --------------------------- | ------------------------------------- | ----------------------------- |
|        | Centre l'Amistat                    | Premià de Mar | edifici      | Estil: arquitectura modernista | 41° 29′ 24″ N, 2° 21′ 33″ E / 41.490052°N,2.359073°E ca:Carrer Sant Antoni, 68                          | bé cultural d'interès local | Centre l'Amistat (Premià de Mar)      | Modifica les dades a Wikidata |
|        | Cooperativa La Unió                 | Premià de Mar | edifici      | 1928                           | 41° 29′ 27″ N, 2° 21′ 30″ E / 41.490829°N,2.358381°E ca:C. de l'Aurora, 20 - c. de Sant Pau, 13 10 msnm | bé cultural d'interès local | Cooperativa La Unió (Premià de Mar)   | Modifica les dades a Wikidata |
|        | Escola Divina Pastora               | Premià de Mar | edifici      | Estil: arquitectura modernista | 41° 29′ 27″ N, 2° 21′ 22″ E / 41.490833333333°N,2.3561111111111°E ca:Carrer de la Plaça, 35-41          | bé cultural d'interès local | Escola Divina Pastora (Premià de Mar) | Modifica les dades a Wikidata |
|        | Magatzem al carrer Gibraltar, 14-20 | Premià de Mar | edifici      | 1908                           | 41° 29′ 21″ N, 2° 21′ 19″ E / 41.489163°N,2.355157°E ca:Carrer Gibraltar, 14-20                         | bé cultural d'interès local | Magatzem al carrer Gibraltar, 14-20   | Modifica les dades a Wikidata |
|        | Nuevo Siglo                         | Premià de Mar | edifici      | 20th century                   | 41° 29′ 24″ N, 2° 21′ 24″ E / 41.489889°N,2.356687°E ca:Carrer del Segle, 9                             | bé cultural d'interès local | Nuevo Siglo                           | Modifica les dades a Wikidata |
|        | Patronat Social Premianenc          | Premià de Mar | edifici      | Estil: arquitectura modernista | 41° 29′ 23″ N, 2° 21′ 29″ E / 41.489662°N,2.357941°E ca:Carrer Reverend Paradeda, 26                    |                             |                                       | Modifica les dades a Wikidata |
|        | el Patronat                         | Premià de Mar | edifici      | Estil: arquitectura modernista | 41° 29′ 22″ N, 2° 21′ 28″ E / 41.489444444444°N,2.3577777777778°E ca:Carrer Mn. Paradeda, 26            | bé cultural d'interès local | El Patronat (Premià de Mar)           | Modifica les dades a Wikidata |

## edifici industrial
| imatge | Nom                    | Ubicat a      | instància de                           | Detalls                             | coordenades                                                             | Protecció                   | Commons (més fotos)             | Dades a WD                    |
| ------ | ---------------------- | ------------- | -------------------------------------- | ----------------------------------- | ----------------------------------------------------------------------- | --------------------------- | ------------------------------- | ----------------------------- |
|        | Col·legi Públic la Lió | Premià de Mar | edifici industrial Ús: edifici escolar | Estil: arquitectura modernista 1898 | 41° 29′ 29″ N, 2° 21′ 34″ E / 41.491325°N,2.359561°E ca:Joan Prim, 30   | bé cultural d'interès local | Fàbrica Lió                     | Modifica les dades a Wikidata |
|        | Fàbrica del Gas        | Premià de Mar | edifici industrial                     | Estil: arquitectura eclèctica 1884  | 41° 29′ 20″ N, 2° 21′ 10″ E / 41.488909°N,2.352663°E ca:Joan XXIII, 2-8 | bé cultural d'interès local | Fàbrica del Gas (Premià de Mar) | Modifica les dades a Wikidata |

## església
| imatge | Nom                                            | Ubicat a      | instància de | Detalls                     | coordenades                                                                   | Protecció                                  | Commons (més fotos)                            | Dades a WD                    |
| ------ | ---------------------------------------------- | ------------- | ------------ | --------------------------- | ----------------------------------------------------------------------------- | ------------------------------------------ | ---------------------------------------------- | ----------------------------- |
|        | Sant Cristòfol de Premià                       | Premià de Mar | església     | Estil: arquitectura barroca | 41° 29′ 23″ N, 2° 21′ 24″ E / 41.4896°N,2.35657°E ca:Plaça de l'Ajuntament, 2 | bé cultural d'interès local                | Sant Cristòfol de Premià                       | Modifica les dades a Wikidata |
|        | capella de l'Ossera Municipal de Premià de Mar | Premià de Mar | església     | Estil: arquitectura popular | 41° 29′ 43″ N, 2° 21′ 10″ E / 41.49517°N,2.35268°E 41 msnm                    | bé integrant del patrimoni cultural català | Capella de l'Ossera Municipal de Premià de Mar | Modifica les dades a Wikidata |

## estació de ferrocarril
| imatge | Nom                              | Ubicat a      | instància de           | Detalls | coordenades                                                       | Protecció | Commons (més fotos)                 | Dades a WD                    |
| ------ | -------------------------------- | ------------- | ---------------------- | ------- | ----------------------------------------------------------------- | --------- | ----------------------------------- | ----------------------------- |
|        | Estació de Can Pou - Camp de Mar | Premià de Mar | estació de ferrocarril |         | 41° 29′ 31″ N, 2° 22′ 08″ E / 41.492°N,2.36891°E                  |           | Can Pou - Camp de Mar train station | Modifica les dades a Wikidata |
|        | Estació de Premià de Mar         | Premià de Mar | estació de ferrocarril |         | 41° 29′ 16″ N, 2° 21′ 18″ E / 41.487705555556°N,2.3548833333333°E |           | Premià de Mar train station         | Modifica les dades a Wikidata |

## font
| imatge | Nom                              | Ubicat a      | instància de | Detalls      | coordenades                                                                                  | Protecció | Commons (més fotos) | Dades a WD                    |
| ------ | -------------------------------- | ------------- | ------------ | ------------ | -------------------------------------------------------------------------------------------- | --------- | ------------------- | ----------------------------- |
|        | font de Can Roura                | Premià de Mar | font         | 19th century | 41° 29′ 24″ N, 2° 21′ 28″ E / 41.48998°N,2.35783°E ca:Carrer Sant Antoni, 21-27              |           |                     | Modifica les dades a Wikidata |
|        | font de la plaça de l'Ajuntament | Premià de Mar | font         | 1992         | 41° 29′ 23″ N, 2° 21′ 24″ E / 41.48964°N,2.35679°E ca:Plaça de l'Ajuntament                  |           |                     | Modifica les dades a Wikidata |
|        | font del Carrer Marina           | Premià de Mar | font         | 1877         | 41° 29′ 19″ N, 2° 21′ 22″ E / 41.48858°N,2.35603°E ca:Carrer Marina, entre els números 6 i 8 |           |                     | Modifica les dades a Wikidata |
|        | font del Raget d'en Ramon        | Premià de Mar | font         |              |                                                                                              |           |                     | Modifica les dades a Wikidata |

## masia
| imatge | Nom                     | Ubicat a      | instància de | Detalls                                    | coordenades                                                                                     | Protecció                   | Commons (més fotos)          | Dades a WD                    |
| ------ | ----------------------- | ------------- | ------------ | ------------------------------------------ | ----------------------------------------------------------------------------------------------- | --------------------------- | ---------------------------- | ----------------------------- |
|        | Ca n'Amell              | Premià de Mar | masia        | 20th century                               | 41° 29′ 45″ N, 2° 22′ 09″ E / 41.49576°N,2.36914°E ca:Carrer Rafael Casanova, 3                 |                             |                              | Modifica les dades a Wikidata |
|        | Ca n'Esteve             | Premià de Mar | masia        | 1939 Estat: bon estat                      | 41° 29′ 37″ N, 2° 21′ 02″ E / 41.49362°N,2.35063°E ca:Carretera de Premià de Dalt, 105 35 msnm  |                             | Ca n'Esteve (Premià de Mar)  | Modifica les dades a Wikidata |
|        | Camí del Mig i masies   | Premià de Mar | masia        |                                            | 41° 29′ 30″ N, 2° 20′ 50″ E / 41.491738°N,2.34732°E                                             | bé cultural d'interès local | Camí del Mig i masies        | Modifica les dades a Wikidata |
|        | Can Boteta, Can Orriols | Premià de Mar | masia        | 19th century                               | 41° 29′ 48″ N, 2° 22′ 24″ E / 41.4967062°N,2.3734489°E ca:Carrer Rafael Casanova, 9             |                             |                              | Modifica les dades a Wikidata |
|        | Can Colomer             | Premià de Mar | masia        |                                            | 41° 29′ 28″ N, 2° 20′ 49″ E / 41.4912087168617°N,2.34702043238953°E 25 msnm                     |                             | Can Colomer (Premià de Mar)  | Modifica les dades a Wikidata |
|        | Can Malet               | Premià de Mar | masia        | Estil: arquitectura eclèctica 19th century | 41° 29′ 14″ N, 2° 20′ 44″ E / 41.487091°N,2.345694°E ca:Carretera N-II Km 636,6 / Torrent Malet | bé cultural d'interès local | Can Malet (Premià de Mar)    | Modifica les dades a Wikidata |
|        | Can Maneguins           | Premià de Mar | masia        |                                            | 41° 29′ 50″ N, 2° 21′ 01″ E / 41.497324200142195°N,2.3503017425537114°E                         |                             |                              | Modifica les dades a Wikidata |
|        | Can Manent              | Premià de Mar | masia        | Estil: arquitectura popular                | 41° 29′ 20″ N, 2° 21′ 25″ E / 41.488879°N,2.357012°E ca:Camí Ral, 54                            | bé cultural d'interès local | Can Manent (Premià de Mar)   | Modifica les dades a Wikidata |
|        | Can Ribes               | Premià de Mar | masia        | Estil: arquitectura eclèctica 1881         | 41° 29′ 32″ N, 2° 21′ 42″ E / 41.492192°N,2.361627°E ca:Joaquim Ruyra, 7-11                     | bé cultural d'interès local | Masia de Can Ribas           | Modifica les dades a Wikidata |
|        | Can Torrents            | Premià de Mar | masia        |                                            | 41° 29′ 30″ N, 2° 21′ 00″ E / 41.491751°N,2.349953°E 24 msnm                                    |                             | Can Torrents (Premià de Mar) | Modifica les dades a Wikidata |
|        | Masia de La Salle       | Premià de Mar | masia        |                                            | 41° 29′ 14″ N, 2° 21′ 02″ E / 41.487255°N,2.350685°E                                            | bé cultural d'interès local | Masia de La Salle            | Modifica les dades a Wikidata |

## mausoleu
| imatge | Nom                        | Ubicat a      | instància de | Detalls                  | coordenades                                                                                                 | Protecció                                  | Commons (més fotos)        | Dades a WD                    |
| ------ | -------------------------- | ------------- | ------------ | ------------------------ | --- | ------------------------------------------ | -------------------------- | ----------------------------- |
|        | Panteó de la família Puig  | Premià de Mar | mausoleu     | Estil: historicisme 1899 | 41° 29′ 41″ N, 2° 21′ 11″ E / 41.49479°N,2.35299°E ca:Cementiri municipal (carrer de la Plaça, s/n) 40 msnm | bé integrant del patrimoni cultural català | Panteó de la família Puig  | Modifica les dades a Wikidata |
|        | Panteó de la família Roura | Premià de Mar | mausoleu     | Estil: historicisme 1926 | 41° 29′ 42″ N, 2° 21′ 11″ E / 41.49487°N,2.35315°E ca:Cementiri municipal (carrer de la Plaça, s/n) 40 msnm | bé integrant del patrimoni cultural català | Panteó de la família Roura | Modifica les dades a Wikidata |

## monument
| imatge | Nom                   | Ubicat a      | instància de  | Detalls | coordenades | Protecció | Commons (més fotos) | Dades a WD                    |
| ------ | --------------------- | ------------- | ------------- | ------- | --- | --------- | ------------------- | ----------------------------- |
|        | Monument Anselm Clavé | Premià de Mar | monument      | 1971    | 41° 29′ 26″ N, 2° 21′ 25″ E / 41.49067°N,2.35684°E ca:Plaça Nova                                                                         |           |                     | Modifica les dades a Wikidata |
|        | font del Cargol       | Premià de Mar | monument font | 2000    | 41° 29′ 26″ N, 2° 21′ 24″ E / 41.490570068359375°N,2.3567469120025635°E 41° 29′ 26″ N, 2° 21′ 24″ E / 41.49052°N,2.35669°E ca:Plaça Nova |           |                     | Modifica les dades a Wikidata |

## platja
| imatge | Nom                      | Ubicat a      | instància de          | Detalls      | coordenades                                                             | Protecció | Commons (més fotos)               | Dades a WD                    |
| ------ | ------------------------ | ------------- | --------------------- | ------------ | ----------------------------------------------------------------------- | --------- | --------------------------------- | ----------------------------- |
|        | Platges de Premià de Mar | Premià de Mar | platja                | Llarg: 2.5km | 41° 29′ 22″ N, 2° 21′ 44″ E / 41.489480798723065°N,2.3621034375513563°E |           | Beaches of Premià de Mar          | Modifica les dades a Wikidata |
|        | platja de Bellamar       | Premià de Mar | platja                |              | 41° 29′ 23″ N, 2° 21′ 47″ E / 41.489586°N,2.363159°E                    |           | Platja de Bellamar                | Modifica les dades a Wikidata |
|        | platja de Llevant        | Premià de Mar | platja                |              | 41° 29′ 32″ N, 2° 22′ 23″ E / 41.49222°N,2.37305°E                      |           | Platja de Llevant (Premià de Mar) | Modifica les dades a Wikidata |
|        | platja de Ponent         | Premià de Mar | platja platja nudista |              | 41° 29′ 08″ N, 2° 20′ 53″ E / 41.48560470069509°N,2.3479766806156306°E  |           | Platja de Ponent (Premià de Mar)  | Modifica les dades a Wikidata |
|        | platja de la Descàrrega  | Premià de Mar | platja                |              | 41° 29′ 12″ N, 2° 21′ 09″ E / 41.48669201250246°N,2.3523839640198263°E  |           | Platja de la Descàrrega           | Modifica les dades a Wikidata |
|        | platja del Pla de l'Os   | Premià de Mar | platja                |              | 41° 29′ 18″ N, 2° 21′ 28″ E / 41.488332°N,2.357782°E                    |           | Platja del Pla de l'Os            | Modifica les dades a Wikidata |

## plaça
| imatge | Nom              | Ubicat a      | instància de | Detalls      | coordenades                                                                    | Protecció | Commons (més fotos)        | Dades a WD                    |
| ------ | ---------------- | ------------- | ------------ | ------------ | ------------------------------------------------------------------------------ | --------- | -------------------------- | ----------------------------- |
|        | Plaça Ajuntament | Premià de Mar | plaça        | 19th century | 41° 29′ 23″ N, 2° 21′ 25″ E / 41.4896416°N,2.356934°E ca:Plaça de l'Ajuntament |           |                            | Modifica les dades a Wikidata |
|        | Plaça Nova       | Premià de Mar | plaça        | 19th century | 41° 29′ 26″ N, 2° 21′ 26″ E / 41.49067°N,2.3571°E                              |           | Plaça Nova (Premià de Mar) | Modifica les dades a Wikidata |

## Misc
| imatge | Nom                                              | Ubicat a                     | instància de                                                     | Detalls                                                               | coordenades | Protecció                                                  | Commons (més fotos)             | Dades a WD                    |
| ------ | ------------------------------------------------ | ---------------------------- | ---------------------------------------------------------------- | --------------------------------------------------------------------- | --- | ---------------------------------------------------------- | ------------------------------- | ----------------------------- |
|        | Alzina Surera del Carrer Sant Ramon de Penyafort | Premià de Mar                | arbre singular                                                   |                                                                       | 41° 29′ 39″ N, 2° 22′ 01″ E / 41.49413°N,2.36703°E ca:Carrer Sant Ramon de Penyafort , 34                                                       |                                                            |                                 | Modifica les dades a Wikidata |
|        | Androna del Carrer Sant Cristòfol                | Premià de Mar                | element arquitectònic                                            | 19th century                                                          | 41° 29′ 26″ N, 2° 21′ 22″ E / 41.49054°N,2.3562°E ca:Carrer Sant Cristòfol                                                                      |                                                            |                                 | Modifica les dades a Wikidata |
|        | BV-5024                                          | Premià de Mar Premià de Dalt | carretera                                                        |                                                                       | 41° 29′ 15″ N, 2° 21′ 13″ E / 41.4875°N,2.35358°E                                                                                               |                                                            |                                 | Modifica les dades a Wikidata |
|        | Can Ribes                                        | Premià de Mar                | edifici residencial                                              |                                                                       | 41° 29′ 31″ N, 2° 21′ 42″ E / 41.49208068847656°N,2.3616690635681152°E ca:Carrer Joaquim Ruyra, 7-11                                            |                                                            |                                 | Modifica les dades a Wikidata |
|        | Can Sanpere                                      | Premià de Mar                | fàbrica edifici centre social ocupat centre social autogestionat | Estil: racionalisme arquitectònic 1898                                | 41° 29′ 25″ N, 2° 21′ 21″ E / 41.49022°N,2.355901°E ca:Carrer de Sant Cristòfol, 41, 08330 Premià de Mar, Barcelona                             | bé cultural d'interès local                                | Can Sanpere                     | Modifica les dades a Wikidata |
|        | Carrer Gibraltar                                 | Premià de Mar                | conjunt urbà carrer                                              | 19th century                                                          | 41° 29′ 22″ N, 2° 21′ 20″ E / 41.48932647705078°N,2.35562801361084°E 41° 29′ 21″ N, 2° 21′ 19″ E / 41.4892076°N,2.3553175°E ca:Carrer Gibraltar |                                                            |                                 | Modifica les dades a Wikidata |
|        | Escola la Salle                                  | Premià de Mar                | edifici escolar                                                  | Arquitecte: Bonaventura Bassegoda i Amigó Estil: arquitectura popular | 41° 29′ 18″ N, 2° 21′ 01″ E / 41.4882°N,2.35018°E                                                                                               | bé cultural d'interès local                                | Escola la Salle (Premià de Mar) | Modifica les dades a Wikidata |
|        | Jaciment romà de Can Farrerons                   | Premià de Mar                | jaciment arqueològic                                             |                                                                       | 41° 29′ 46″ N, 2° 21′ 43″ E / 41.4960638889°N,2.36193888889°E                                                                                   | bé cultural d'interès nacional bé cultural d'interès local | Jaciment roma de Can Farrerons  | Modifica les dades a Wikidata |
|        | Palmar                                           | Premià de Mar                | assentament humà urbanització                                    |                                                                       | 41° 29′ 13″ N, 2° 20′ 54″ E / 41.48688056°N,2.34836944°E                                                                                        |                                                            |                                 | Modifica les dades a Wikidata |
|        | Port de Premià                                   | Premià de Mar                | port marítim                                                     |                                                                       | 41° 29′ 30″ N, 2° 22′ 06″ E / 41.49166667°N,2.36833333°E ca:Camí Ral, s/n                                                                       |                                                            | Port of Premià                  | Modifica les dades a Wikidata |
|        | Premià de Mar                                    | Premià de Mar                | entitat singular de població capital municipal                   | 28928 hab                                                             | 41° 29′ 31″ N, 2° 21′ 55″ E / 41.49206°N,2.36524°E 8 msnm                                                                                       |                                                            |                                 | Modifica les dades a Wikidata |
|        | Premià de Mar                                    | Premià de Mar                | vèrtex geodèsic                                                  |                                                                       | 41° 29′ 15″ N, 2° 21′ 11″ E / 41.487572°N,2.353192°E 26.239 msnm                                                                                |                                                            |                                 | Modifica les dades a Wikidata |
|        | Rectoria de Premià de Mar                        | Premià de Mar                | rectoria                                                         | Estil: arquitectura eclèctica 19th century                            | 41° 29′ 24″ N, 2° 21′ 22″ E / 41.490036°N,2.356078°E ca:Carrer Rectoria                                                                         | bé cultural d'interès local                                | Rectoria de Premià de Mar       | Modifica les dades a Wikidata |
|        | Safareig de Can Roura                            | Premià de Mar                | safareig                                                         | 19th century                                                          | 41° 29′ 24″ N, 2° 21′ 28″ E / 41.48996°N,2.35774°E ca:Carrer Sant Antoni, 21-27                                                                 |                                                            |                                 | Modifica les dades a Wikidata |
|        | casa consistorial de Premià de Mar               | Premià de Mar                | casa consistorial                                                |                                                                       | 41° 29′ 23″ N, 2° 21′ 25″ E / 41.4898356°N,2.3568174°E                                                                                          |                                                            | Ajuntament de Premià de Mar     | Modifica les dades a Wikidata |
|        | cementiri de Premià de Mar                       | Premià de Mar                | cementiri                                                        | Estil: historicisme arquitectònic                                     | 41° 29′ 41″ N, 2° 21′ 11″ E / 41.4948°N,2.35299°E                                                                                               |                                                            | Cementiri de Premià de Mar      | Modifica les dades a Wikidata |